# Adlikon bei Andelfingen
Adlikon bei Andelfingen (gsw. Adlike) – miejscowość w gminie Andelfingen w Szwajcarii, w kantonie Zurych, w okręgu Andelfingen. Do 31 grudnia 2022 samodzielna gmina.